# Aeropuerto Almirante Padilla
Aeropuerto Almirante Padilla is een luchthaven in de Colombiaanse stad Riohacha.